# 青盛恕一
青盛 恕一（あおもり じょいち、1879年（明治12年）11月2日 - 没年不明）は、日本の商人（木材商）、広島県多額納税者。族籍は広島県平民。

## 人物
広島県人・青盛友太郞の甥。1908年、分家。海軍用達商・材木商を営む広島県多額納税者である。貴族院多額納税者議員選挙の互選資格を有する。1924年に刊行された『商工資産信用録 第25回』によると、青盛恕一（調査年月・1923年7月）は「正身身代・P、信用程度・B、職業・材木」である。住所は呉市西二河通。

## 家族・親族
青盛家
- 妻・サナヨ（1887年 - ?、広島、石山儀市の妹）[3][6]
- 長男・知十郎（1909年 - ?、材木商）[6] - 1929年、家督を相続する[6]。
- 二男[3]
- 三男[3]